# 404 (numero)
Quattrocentoquattro (404) è il numero naturale dopo il 403 e prima del 405.

## Proprietà matematiche
- È un numero pari.
- È un numero composto con i seguenti divisori: 1, 2, 4, 101, 202, 404. Poiché la somma dei suoi divisori è 310 < 404, è un numero difettivo.
- È un numero noncototiente.
- È un numero palindromo nel sistema numerico decimale.
- È un numero felice.
- È un numero nontotiente (per cui la equazione φ(x) = n non ha soluzione).
- È un numero congruente.
- È parte delle terne pitagoriche (80, 396, 404), (303, 404, 505), (404, 10197, 10205), (404, 20400, 20404), (404, 40803, 40805).

## Astronomia
- 404P/Bressi è una cometa periodica del sistema solare.
- 404 Arsinoë è un asteroide della fascia principale del sistema solare del sistema solare.
- NGC 404 è una galassia lenticolare della costellazione di Andromeda.

## Astronautica
- Cosmos 404 è un satellite artificiale russo.